# Brug 290
Brug 290 is een vaste brug in Amsterdam-Centrum.
De brug vormt de verbinding tussen de Dijkstraat en Korte Dijkstraat. Ze voert daarbij over de Krom Boomssloot. Alhoewel gelegen in het centrum van Amsterdam zijn er slechts aan de zuidkant van de brug regelmatig gemeentelijke en/of rijksmonumenten te vinden. Het gebied ten noorden van de brug viel, op een enkele uitzondering na, in de 20e eeuw ten prooi aan sloop en nieuwbouw. 
Er ligt hier al eeuwen een brug. Op de kaart van Pieter Bast uit 1599 is hier al een brug ingetekend. Opvallend is daarbij dat stadinwaarts er grote gaten zitten in de bebouwing, terwijl staduitwaarts alles lijkt volgebouwd. De plattegrond van Balthasar Florisz. van Berckenrode uit 1625 laat hier ook al een vaste brug zien, al leidt die dan over de Boom Dwarssloot. Op de kaart van Gerrit de Broen verbindt de brug de Dyk Straat met de Korte Dyk Straat. De moderne geschiedenis van de brug begint in 1847. Toen schreef de gemeente Amsterdam een aanbesteding uit voor het vernieuwen van deze brug. Die brug was al in 1889 aan vervanging toe, samen met brug 292. De beide bruggen lijken dan ook sterk op elkaar. Een aannemer zag kans de twee bruggen voor nog geen 9000 gulden (samen) te bouwen volgens een ontwerp van de Dienst der Publieke Werken, vermoedelijk Bastiaan de Greef en/of Willem Springer. Het rijdek bestond toen nog uit houten planken, hetgeen tot diep in de 20e eeuw het geval bleef. De brug is na de jaren zestig van de 20e eeuw een keer vernieuwd; zij heeft sindsdien een wegdek van klinkers. Aan de landhoofden en walkanten is zoutschade te zien. 

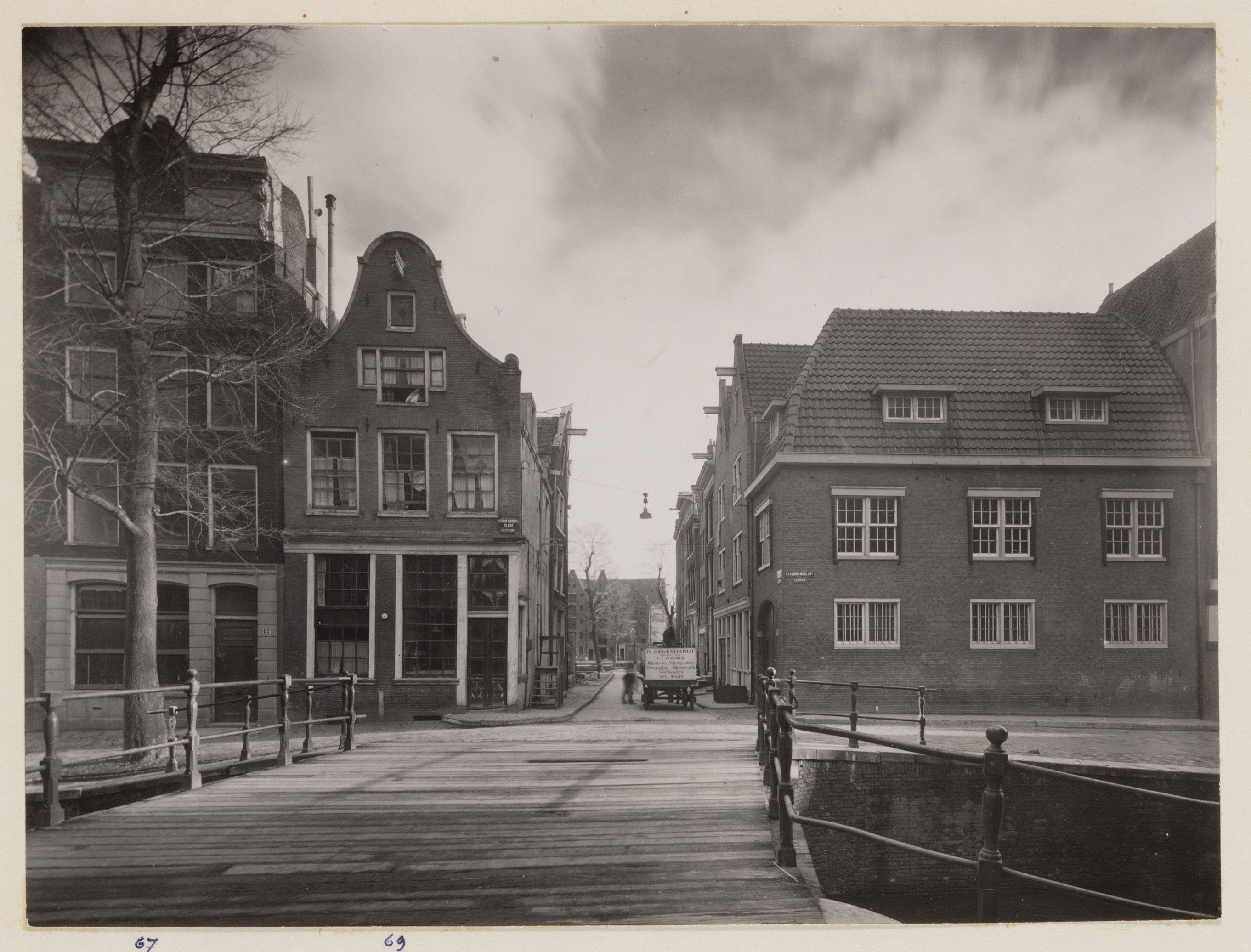
De brug in circa 1946 met planken

<<< · 200 · 201 · 202 · 203 · 204 · 205 · 206 · 207 · 208 · 209 ·  210 · 211 · 212 · 213 · 214 · 215 · 216 · 217 · 218 · 220 · 221 · 222 · 223 · 224 · 225 · 226 · 227 · 228 · 228P · 229 · 230 · 231 · 232 · 233 · 234 · 235 · 236 · 237 · 238 · 239 ·  240 · 241 · 242 · 243 · 244 · 245 · 246 · 247 · 248 · 249 ·  250 · 251 · 252 · 253 · 254 · 255 · 256 · 257 · 258 · 259 · 260 · 261 · 262 · 263 · 264 · 265 · 266 · 267 · 270 · 271 · 272 · 273 · 274 · 275 · 277 · 278 · 279 · 280 · 281 · 283 · 285 · 286 · 287 · 288 · 289 · 290 · 291 · 292 · 293 · 295 · 296 · 297 · 298 · 299 · >>>
Brugnummers 219, 268, 269, 276, 282, 284, 294 zijn niet (meer) in omloop.